# Font de la Pólvora
Font de la Pólvora – miejscowość w Hiszpanii, w Katalonii, w prowincji Girona, w comarce Gironès, w gminie Girona.
Według danych INE z 2005 roku miejscowość zamieszkiwało 1 956 osób.